# Drømmer
Drømmer é um filme de drama norueguês de 2024 escrito e dirigido por Dag Johan Haugerud. Depois de Sex e Kjærlighet, é a terceira parte de uma trilogia de Haugerud que trata da complexidade dos relacionamentos humanos, sexualidade e normas sociais. O filme segue a paixão de Johanne (Ella Øverbye) por sua professora de francês Johanna (Selome Emnetu), que acende tensões dentro de sua família, enquanto sua mãe e avó confrontam seus próprios sonhos e desejos não realizados.
Em 2025, foi selecionado para a Competição Principal no 75º Festival Internacional de Cinema de Berlim, onde teve sua estreia internacional em 19 de fevereiro de 2025, e ganhou o Urso de Ouro.

## Elenco
- Ella Øverbye como Johanne
- Selome Emnetu como Johanna, professora de francês
- Ane Dahl Torp como Kristin, mãe de Johanne
- Anne Marit Jacobsen como Karin, avó de Johanne
- Andrine Sæther como Anne

## Produção
Em 22 de setembro de 2022, a Viaplay entregou a produção de uma trilogia de filmes intitulada "Sexo, Sonhos e Amor", ao diretor Dag Johan Haugerud. Produzida pela Motlys e Viaplay da Noruega, a trilogia foi apoiada pelo Instituto Norueguês de Cinema, o Nordisk Film & TV Fond, o Oslo Filmfond e Arthaus. Haugerud em uma entrevista à Variety revelou que se inspirou na Trilogia das Cores de Krzysztof Kieślowski de 1993-1994 para assumir este projeto. Ele disse: "O objetivo era fazer três filmes que tratassem dos mesmos tópicos de diferentes perspectivas". Ele elaborou: "Eles devem ter uma aparência e sensação muito diferentes, mas dar a impressão de que todos fazem parte da mesma conversa".

## Lançamento
O filme foi lançado nos cinemas noruegueses em 4 de outubro de 2024.
Dreams (Sex Love) teve sua estreia internacional em 19 de fevereiro de 2025, como parte do 75º Festival Internacional de Cinema de Berlim, em Competição.
O filme será lançado nos cinemas da Alemanha em 8 de maio de 2025 pela Alamode Film.
O filme tem estreia confirmada nos cinemas do Brasil em 26 de junho de 2025, pela distribuidora de filmes independentes Imovision

## Recepção
Peter Bradshaw, que fez uma crítica para o The Guardian, classificou o filme com 4 de 5 estrelas e escreveu que o filme é uma criação astuta, tagarela e brincalhona, que lembra o primeiro filme de Lukas Moodysson, Fucking Åmål.